# Norops gracilipes
Norops gracilipes este o specie de șopârle din genul Norops, familia Polychrotidae, descrisă de Boulenger 1898. Conform Catalogue of Life specia Norops gracilipes nu are subspecii cunoscute.